# 駕駛我的車 (小说)
《驾驶我的车》（日语：ドライブ・マイ・カー）是日本作家村上春树的短篇小说。2021年，滨口龙介导演的同名电影《驾驶我的车》上映，该电影部分改编自这部小说。

## 摘要
村上春树在《文艺春秋》2013年12月号到2014年3月号，连续发表了以《没有女人的男人们》为题的系列短篇小说集。本作是这一系列的第一篇，发表于2013年12月号。
该杂志发表后不久的2013年12月，由梁亿宽将其翻译成朝鲜语，刊登在季刊杂志《世界文学》（民音社）上。之后，短篇小说集《没有女人的男人们》于2014年8月28日由梁润玉翻译出版，因此本作有两个朝鲜语版本。
2015年10月，由约翰·弗里曼编纂的选集《弗里曼：到达时的最佳新写作》（Freeman's: The Best New Writing on Arrival）出版。该书中收录了特德·古森（Ted Goossen）翻译的本作英文版本。短篇小说集《没有女人的男人们》的英译本于2017年5月出版。

## 内容简介
家福是一名演员，为了练习台词，他上台表演的时候都会开车去工作地点。但是某天因为发生了一起轻微的交通事故，导致驾驶执照被吊销了。在事故后检查中，他被发现青光眼的征兆，由此事务所也勒令其停止驾驶。于是，汽车修理厂的老板大场推荐了一位年轻的女士作为他的司机。两天后，家福坐在黄色萨博900敞篷车的副驾驶座上，让这名女性开车。她的名字叫渡利美咲。从第二天起，美咲就成了家福的专属司机。
家福坐在副驾驶座上的时候，经常想起已故的妻子。作为女演员的妻子有时会和其他男人上床。据家福所知，她一共有四个情人。
在首都高速公路堵车的时候，美咲问家福: “你为什么不交朋友呢?”。家福回答说: “我最后一次交朋友是大概十年前的事了。
妻子去世半年后，家福在电视台见到了一位名叫高槻的演员。据家福所知，高槻是最后一个与妻子发生关系的人。第二天，两人去了银座的一家酒吧，并成为了朋友。从那以后，他们在东京各处的酒吧喝酒，漫无目的地聊天。
某天晚上，两人在根津美术馆后面的小巷深处一间不起眼的酒吧喝酒。高槻所说的话听起来真诚而毫无保留。虽然可能只有一瞬间，但那扇隐藏的门被打开了。显然，这并不是演技，因为家福认为高槻并没有那样的演技能力。

## 逸闻
2013年11月10日，《文艺春秋》发布了本作品。在作品中，有一处提到了北海道的实际存在的“中顿别町”。对此，翌年2014年2月5日的《每日新闻》报道了中顿别町议会的议员决定向出版方《文艺春秋》发送抗议信的消息。
成为抗议对象的是在作品中登场的描写，其中担任司机的渡利美咲在驾驶过程中将烟蒂从车窗扔出去。由此，主人公家福对她的故乡中顿别町是否习惯这种行为产生了疑问的描述。
接到报道后，村上春树于2月7日通过《文艺春秋》发表了声明：“我喜欢北海道这个地方，曾多次造访”，并表示“为了不再造成更多困扰，我打算在出版单行本时更改为其他名字。”中顿别町抗议蜂拥而至，发出质询信的町议会博客上也不断有人发帖投诉。
2014年4月，收录本作的短篇集《没有女人的男人们》出版。受到抗议的地名被改成了“上十二泷町”这个虚构的名字。
2021年由滨口龙介导演的电影《驾驶我的车》中，也使用了与单行本相同的虚构地名“上十二泷町”。这个场景是在北海道的赤平市拍摄的。这部电影曾获得2022年奥斯卡最佳国际长篇电影奖。

## 脚注